# 圣布里斯苏福雷
圣布里斯苏福雷（法語：Saint-Brice-sous-Forêt，法語發音：[sɛ̃ bʁis su fɔʁɛ] ⓘ）是法国法蘭西島大區瓦兹河谷省的一个市镇，属于萨塞勒区。

## 地理
圣布里斯苏福雷（48°59'55"N, 2°21'25"E）面积6 平方千米，位于法国法蘭西島大區瓦兹河谷省，该省份为法国北部内陆省份，北起瓦兹省，西接厄尔省，南至塞纳-圣但尼省、上塞纳省和伊夫林省，东临塞纳-马恩省。
与圣布里斯苏福雷接壤的市镇（或旧市镇、城区）包括：皮斯科、埃库昂、格罗莱、蒙莫朗西、萨塞勒。

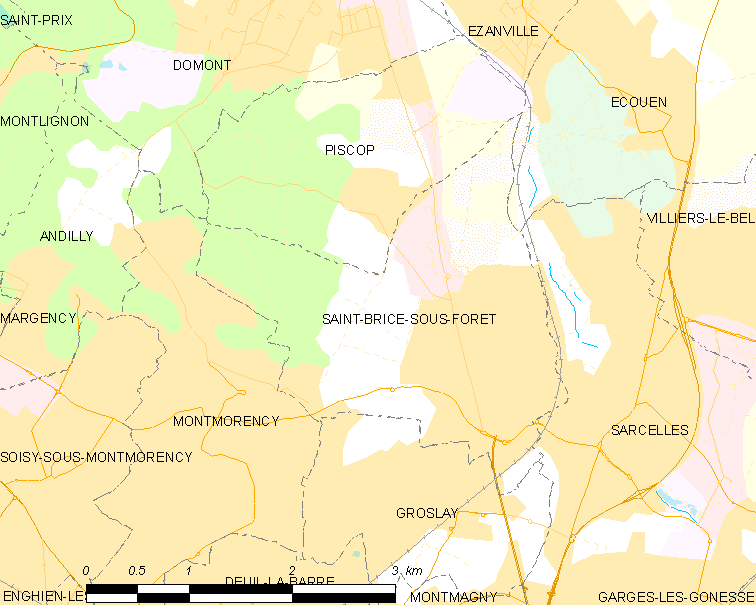
圣布里斯苏福雷的OSM定位图

圣布里斯苏福雷的时区为UTC+01:00、UTC+02:00（夏令时）。

## 行政
圣布里斯苏福雷的邮政编码为95350，INSEE市镇编码为95539。

## 政治
圣布里斯苏福雷所属的省级选区为德伊-拉巴尔县。

## 人口

1962-2008年间圣布里斯苏福雷人口变化图示

圣布里斯苏福雷于2022年1月1日时的人口数量为15209人。